# ماركوس فوكس (سياسي)
ماركوس فوكس (بالإنجليزية: Marcus Fox)‏ هو سياسي بريطاني، ولد في 11 يونيو 1927 في المملكة المتحدة، وتوفي في 16 مارس 2002 في نفس البلد. حزبياً، نشط في حزب المحافظين.

## مناصب
- في الانتخابات العامة في المملكة المتحدة 1970، انتخب عضو البرلمان الخامس والأربعون للمملكة المتحدة عن دائرة شيبلي (18 يونيو 1970 – 8 فبراير 1974).
- في الانتخابات العامة في المملكة المتحدة فبراير 1974 [الإنجليزية]‏، انتخب عضو البرلمان السادس والأربعون للمملكة المتحدة عن دائرة شيبلي خلال فترته النيابية ‏ (28 فبراير 1974 – 20 سبتمبر 1974).
- في الانتخابات العامة في المملكة المتحدة أكتوبر 1974 [الإنجليزية]‏، انتخب عضو البرلمان السابع والأربعون للمملكة المتحدة عن دائرة شيبلي خلال فترته النيابية ‏ (10 أكتوبر 1974 – 7 أبريل 1979).
- في الانتخابات العامة للمملكة المتحدة 1979 [الإنجليزية]‏، انتخب عضو البرلمان الثامن والأربعون للمملكة المتحدة عن دائرة شيبلي خلال فترته النيابية ‏ (3 مايو 1979 – 13 مايو 1983).
- في الانتخابات العمومية للمملكة المتحدة 1983 [الإنجليزية]‏، انتخب عضو البرلمان التاسع والأربعون للمملكة المتحدة عن دائرة شيبلي خلال فترته النيابية ‏ (9 يونيو 1983 – 18 مايو 1987).
- في الانتخابات العمومية للمملكة المتحدة 1987 [الإنجليزية]‏، انتخب عضو البرلمان الخمسون للمملكة المتحدة عن دائرة شيبلي خلال فترته النيابية ‏ (11 يونيو 1987 – 16 مارس 1992).
- في الانتخابات العامة في المملكة المتحدة 1992 [الإنجليزية]‏، انتخب عضو البرلمان الحادي والخمسون للمملكة المتحدة عن دائرة شيبلي خلال فترته النيابية ‏ (9 أبريل 1992 – 8 أبريل 1997).
- انتخب عضو مجلس الشورى البريطاني.